# Moorslede
Moorslede (vls. Môoslee, Môorslee) – miejscowość i gmina (gemeente) w Belgii, w Regionie Flamandzkim, w prowincji Flandria Zachodnia, w okręgu Roeselare. 1 stycznia 2024 liczyła 11 473 mieszkańców. Leży ok. 8 km na południowy zachód od Roeselare i ok. 90 km na zachód od Brukseli.
W 1950 roku odbyły się tutaj 23. mistrzostwa świata w kolarstwie szosowym. 

## Podział administracyjny
W skład gminy wchodzi jedna dzielnica (deelgemeente):
- Dadizele

## Galeria

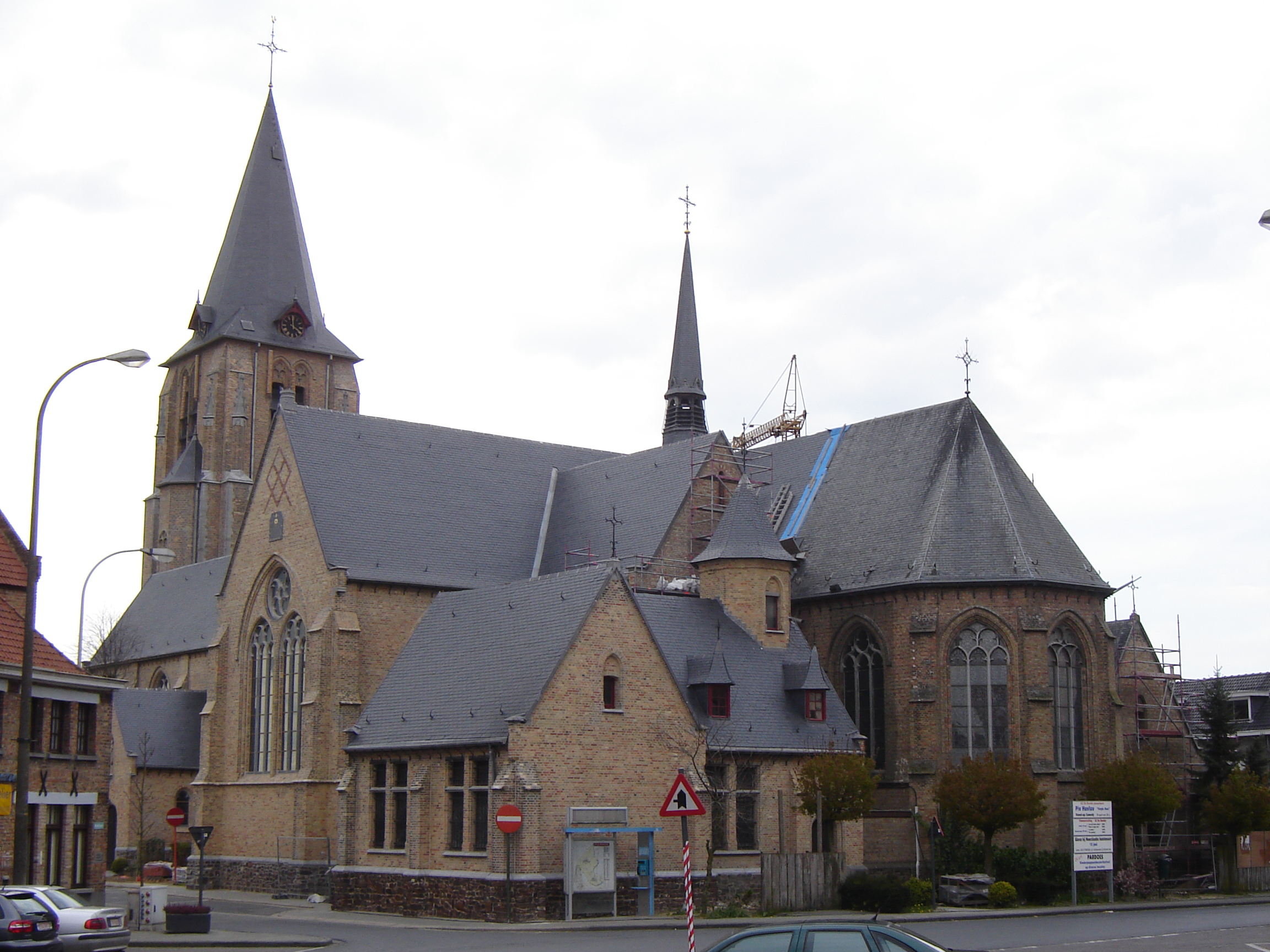
Kościół pw. św. Marcina (Sint-Martinus)
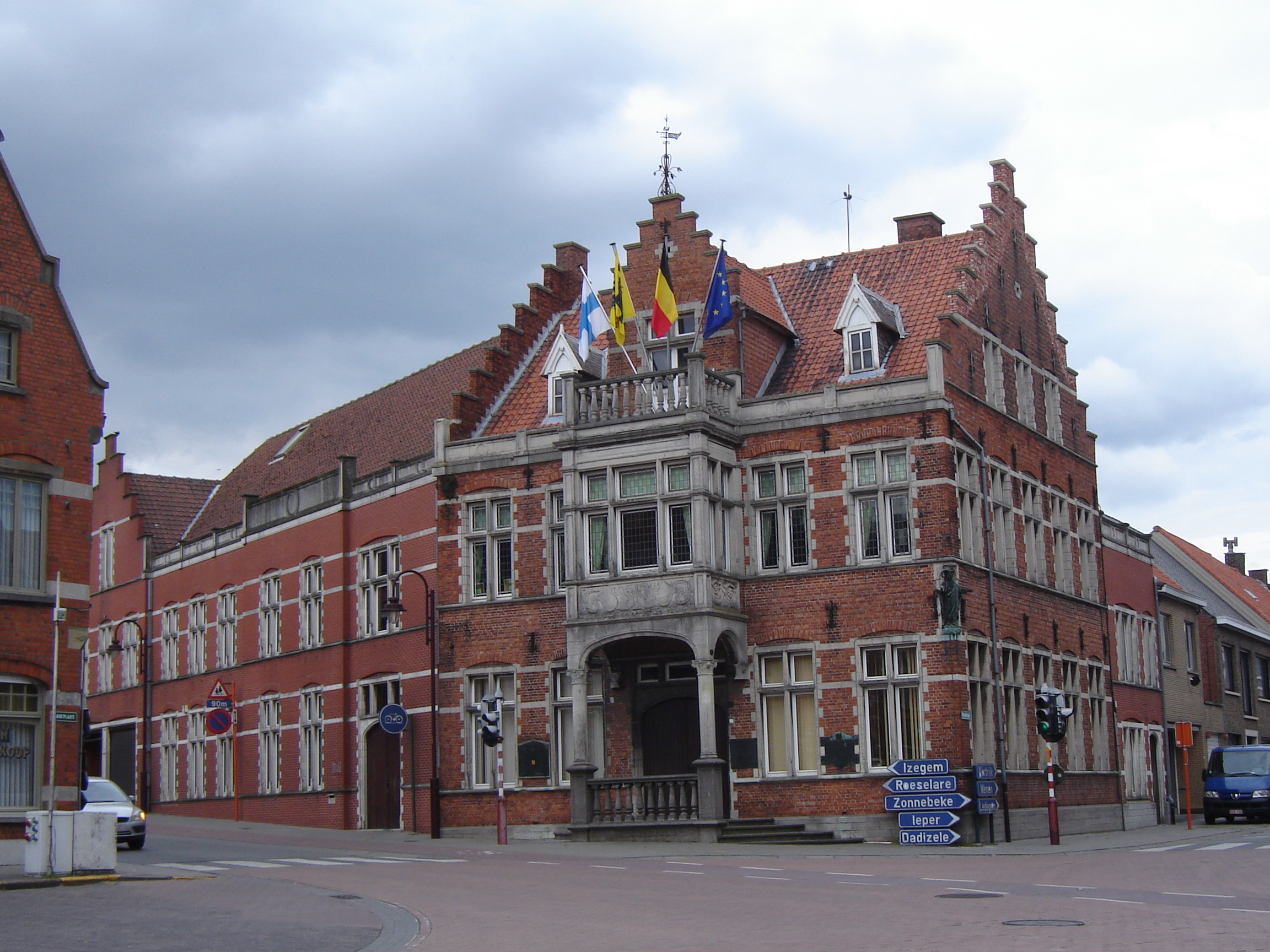
Ratusz
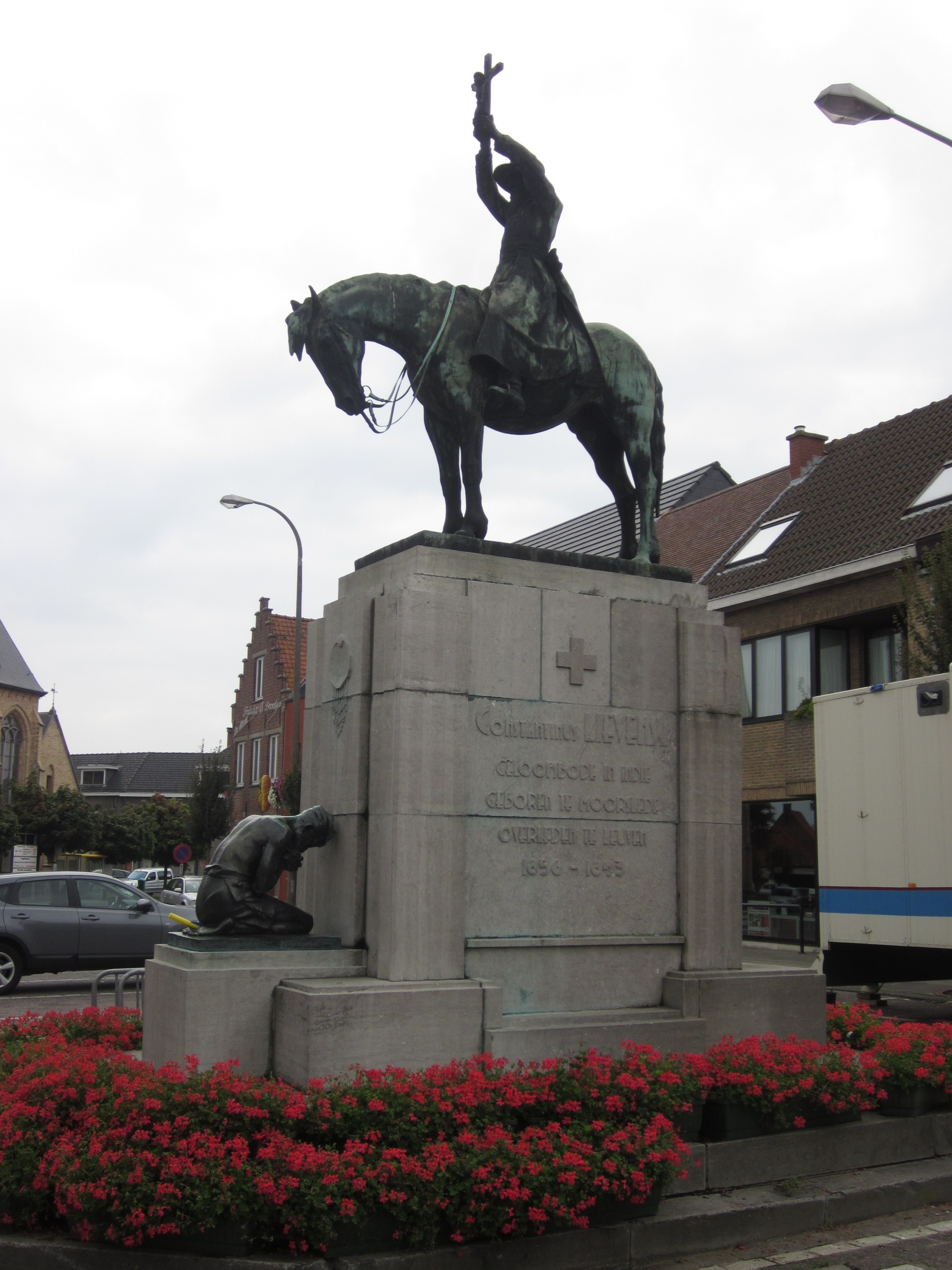
Pomnik Constanta Lievensa